# بازی‌های آمریکای مرکزی
بازی‌های آمریکای مرکزی (اسپانیایی: Juegos Deportivos Centroamericanos‎) یک رویداد چندورزشی است که در منطقه آمریکای مرکزی برگزار می‌شود.
این مسابقات که توسط سازمان‌های ورزشی آمریکای مرکزی (ORDECA) برگزار می‌شود از سال ۱۹۷۳ تاکنون به میزبانی یک شهر انجام می‌شود.

## بازی‌ها
| سال  | بازی‌ها | شه           | شه         | تاریخ                | کشورها | ورزش‌ها      | ورزشکاران |
| ---- | ------ | ------------ | ---------- | -------------------- | ------ | ----------- | --------- |
| ۱۹۷۳ | I      |              |            | نوامبر ۲۴ - دسامبر ۲ | ۶      | ۱۶          | ۹۶۶       |
| ۱۹۷۳ | I      | گواتمالاسیتی | گواتمالا   | نوامبر ۲۴ - دسامبر ۲ | ۶      | ۱۶          | ۹۶۶       |
| ۱۹۷۷ | II     |              |            | نوامبر ۲۵ - دسامبر ۴ | ۵      | ۱۸          | ۱۲۸۲      |
| ۱۹۷۷ | II     | سان سالوادور | السالوادور | نوامبر ۲۵ - دسامبر ۴ | ۵      | ۱۸          | ۱۲۸۲      |
| ۱۹۸۶ | III    |              |            | ژانویه ۴ - ژانویه ۱۰ | ۵      | 20 + 3 exh. | ۱۳۲۰      |
| ۱۹۸۶ | III    | گواتمالاسیتی | گواتمالا   | ژانویه ۴ - ژانویه ۱۰ | ۵      | 20 + 3 exh. | ۱۳۲۰      |
| ۱۹۹۰ | IV     |              |            | ژانویه ۵ - ژانویه ۱۴ | ۶      | 22 + 1 exh. | ۲۰۸۲      |
| ۱۹۹۰ | IV     | تگوسیگالپا   | هندوراس    | ژانویه ۵ - ژانویه ۱۴ | ۶      | 22 + 1 exh. | ۲۰۸۲      |
| ۱۹۹۴ | V      |              |            | نوامبر ۲۵ - دسامبر ۱ | ۷      | ۲۷          | ۲۱۱۲      |
| ۱۹۹۴ | V      | سان سالوادور | السالوادور | نوامبر ۲۵ - دسامبر ۱ | ۷      | ۲۷          | ۲۱۱۲      |
| ۱۹۹۷ | VI     |              |            | دسامبر ۵ - دسامبر ۱۵ | ۷      | 25 + 1 exh. | ۲۲۹۰      |
| ۱۹۹۷ | VI     | سن پدرو سولا | هندوراس    | دسامبر ۵ - دسامبر ۱۵ | ۷      | 25 + 1 exh. | ۲۲۹۰      |
| ۲۰۰۱ | VII    |              |            | نوامبر ۲۲ - دسامبر ۳ | ۷      | 29 + 1 exh. | ۲۱۸۲      |
| ۲۰۰۱ | VII    | گواتمالاسیتی | گواتمالا   | نوامبر ۲۲ - دسامبر ۳ | ۷      | 29 + 1 exh. | ۲۱۸۲      |
| ۲۰۰۶ | VIII   |              |            | مارس ۲ - مارس ۱۲     | ۶      | ۱۹          | ۱۰۹۵      |
| ۲۰۰۶ | VIII   | ماناگوئه     | نیکاراگوئه | مارس ۲ - مارس ۱۲     | ۶      | ۱۹          | ۱۰۹۵      |
| ۲۰۱۰ | IX     |              |            | آوریل ۹ - آوریل ۱۹   | ۶      | ۲۳          | ۱٫۷۳۹     |
| ۲۰۱۰ | IX     | پاناماسیتی   | پاناما     | آوریل ۹ - آوریل ۱۹   | ۶      | ۲۳          | ۱٫۷۳۹     |
| ۲۰۱۳ | X      |              |            | مارس ۳ - مارس ۱۷     | ۷      | 26 + 3 exh. | ۲۷۳۸      |
| ۲۰۱۳ | X      | سان خوزه     | کاستاریکا  | مارس ۳ - مارس ۱۷     | ۷      | 26 + 3 exh. | ۲۷۳۸      |
| ۲۰۱۷ | XI     |              |            |                      | TBD    |             | TBD       |
| ۲۰۱۷ | XI     | ماناگوئه     | نیکاراگوئه |                      | TBD    |             | TBD       |